# Novohrad
Novohrad, deutsch Neograd (ungarisch Nógrád), ist eine Landschaft in der Slowakei.

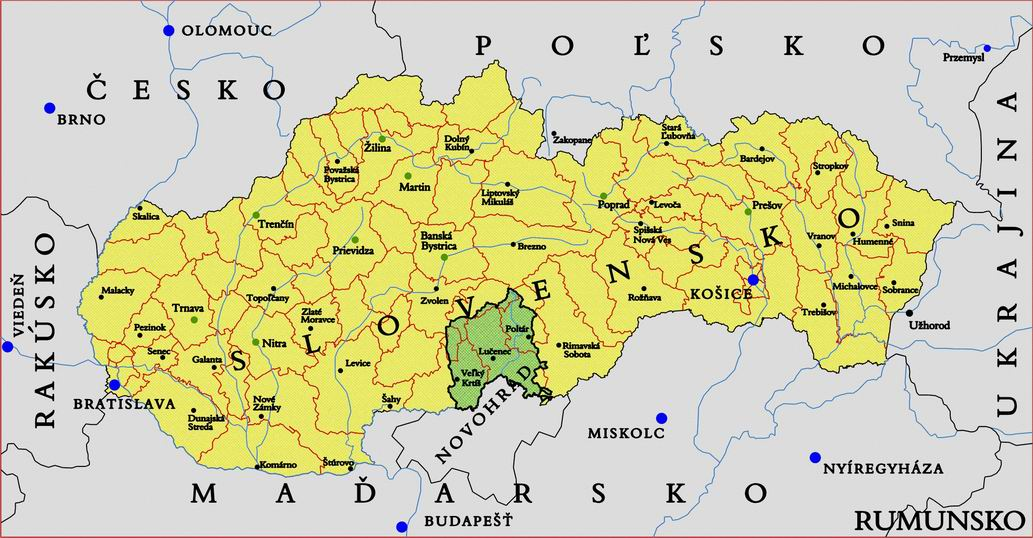
Lage von Novohrad in der heutigen Slowakei

Das Gebiet des ehemaligen Komitats liegt heute in der Südslowakei und dem heutigen nördlichen Ungarn. Der slowakische Name „Novohrad“ wird jetzt als inoffizielle Bezeichnung für dieses Gebiet verwendet (im Sinn von Tourismusregionen gehört das Gebiet zur Ipeľ-Region). Der Name selbst leitet sich von der ehemaligen Burg Neograd (ungarisch Nógrád, südwestlich von Rétság) im heutigen Ungarn ab.
Das Zentrum des slowakischen Teil der Landschaft liegt in Lučenec und liegt vollständig im Bezirk Lučenec, überwiegend im Bezirk Poltár, teilweise im Bezirk Veľký Krtíš und in kleinen Teil in Bezirken Zvolen, Detva und Rimavská Sobota.